# Jane FitzAlan
Jane FitzAlan, baronne Lumley (1537 - 27 juillet 1578) est une aristocrate anglaise et la première personne à traduire Euripide en anglais .

## Famille
Elle est l'aînée des enfants d'Henry FitzAlan, comte d'Arundel et de sa première épouse, Katherine Grey (morte en 1542), ce qui fait d'elle la cousine germaine de Jeanne Grey . Le comte d'Arundel fait donner une excellente éducation à Jane et à sa sœur Mary.
Elle épouse John Lumley, premier baron Lumley (1533 - 1609), entre 1550 et 1553. Ils ont trois enfants, tous morts dans l'enfance. Lui-même érudit, traducteur et bibliophile, John Lumley soutient ses activités littéraires.
Le couple vit d'abord au Lumley Castle à Durham, puis rejoint le comte d'Arundel au Palais de Sans-Pareil où Jane soigne son père avant de finalement le prédécéder dans la tombe. Elle est inhumée en la chapelle Lumley à Sutton .

## Activités littéraires
L'érudition et la culture de Lady Lumley lui valent de son vivant une réputation considérable. Elle traduit certaines oraisons d'Isocrate du grec vers le latin, et Iphigénie à Aulis d'Euripide du grec original (ou peut-être, selon Caroline Coleman, de la traduction latine d'Erasme) en anglais. La traduction d'Iphigénie par Lady Lumley est la première œuvre dramatique connue écrite par une femme en anglais .
Ses manuscrits sont d'abord conservés dans la bibliothèque de son père, qui est jointe, après sa mort, à la bibliothèque considérable de John Lumley, qui passe sous le contrôle de la Couronne en 1609.